# Makedoniens socialdemokratiska union
Makedoniens socialdemokratiska union, Socijaldemokratski sojuz na Makedonija (SDSM) är det ledande regeringspartiet i Nordmakedonien. Partiledare är Zoran Zaev.
SDSM är den politiska efterträdaren till det makedonska kommunistpartiet, som regerade den jugoslaviska delrepubliken från 1945 till 1990. Partiet är medlem av Socialistinternationalen och var, från september 1992 till 1998 samt mellan 2002 och 2006, det största partiet i Makedoniens parlament.
I valen 2002 och 2006 ingick SDSM i valalliansen Tillsammans för Makedonien.
I parlamentsvalet 2008 var SDSM det dominerande partiet i valkartellen Sol - koalition för Europa.
Avhoppare från SDSM har två gånger bildat nya partier:
- 1993 bildade Petar Gošev Demokratisk förnyelse av Makedonien
- 2005 bildade Tito Petkovski det Nya Socialdemokratiska partiet